# Política da Zâmbia
A Política da Zâmbia é uma república sistema presidencialista democrática representativa, o presidente é tanto chefe de estado e chefe de governo, e de um sistema multi-partidário. O Poder legalizado é exercido pelo governo, o Poder legislativo é investido tanto no executivo e no parlamento. Zâmbia (anteriormente Rodésia do Norte) tornou-se uma república, imediatamente após sua independência do Reino Unido  independência, em 24 de Outubro de 1964, tendo o partido UNIP como o único legalmente permitido entre 1964 a 1991. Após a saída do presidente Kenneth Kaunda deixar o poder o país teve um expressivo crescimento em um sistema multipartidário.